# Berges du Lac
Pour les articles homonymes, voir Berges.
Les Berges du Lac sont un quartier constituant une extension urbaine de la ville de Tunis, capitale de la Tunisie.
Le territoire des Berges du Lac couvre environ 1 300 hectares. Il est positionné entre le centre de Tunis et la banlieue nord.

## Histoire

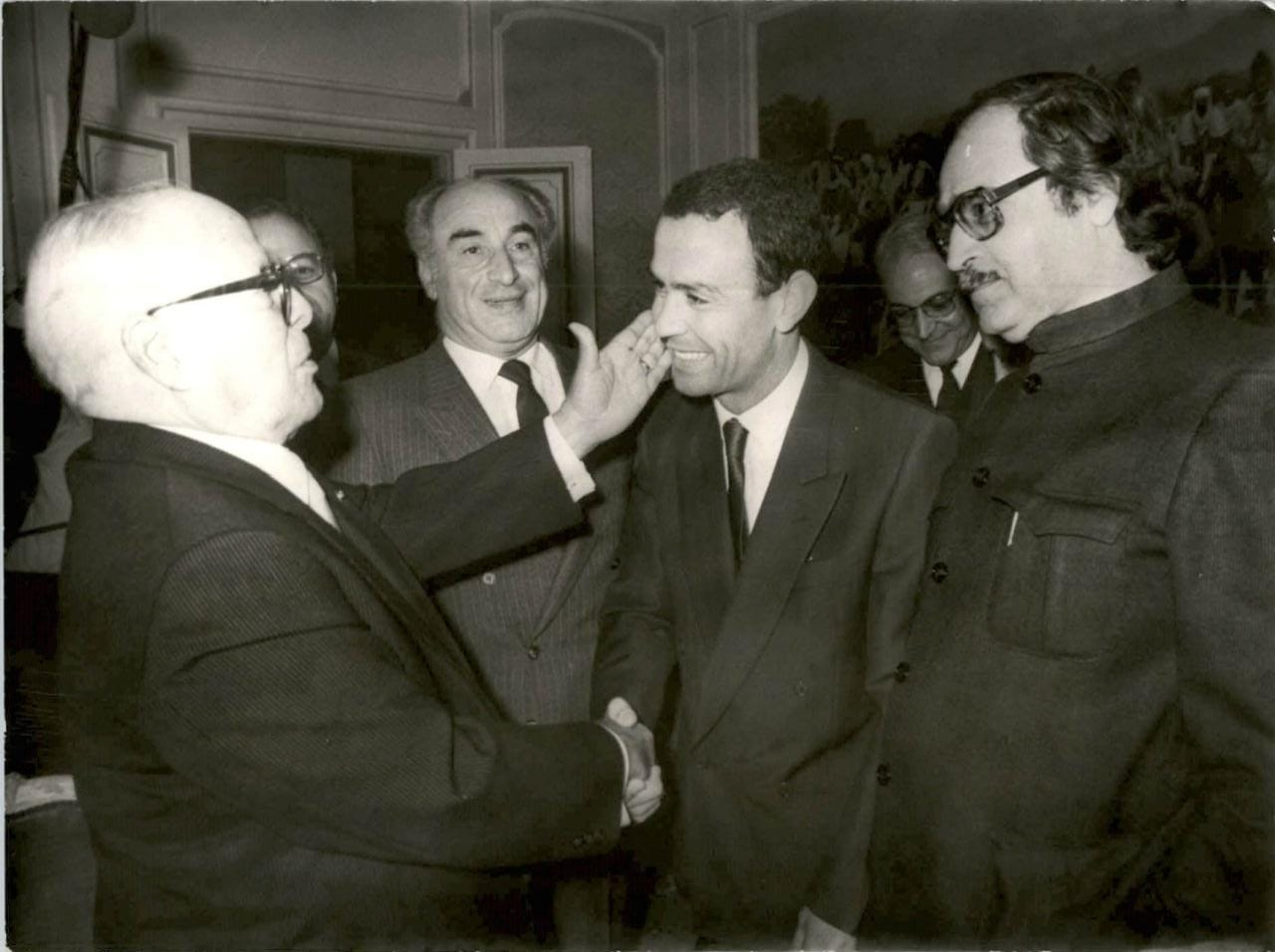
Habib Bourguiba, Mohamed Mzali, Moncef Cheikhrouhou et Saleh Abdullah Kamel.

Best Bank, née le 15 juin 1983 d’un partenariat entre l’État tunisien et Saleh Abdullah Kamel (en), fondateur du groupe Dallah Al-Baraka (en), participe au réaménagement des berges du lac de Tunis mené par la Société de promotion du lac de Tunis (SPLT). Moncef Cheikhrouhou, professeur à HEC Paris, en devient le premier PDG.

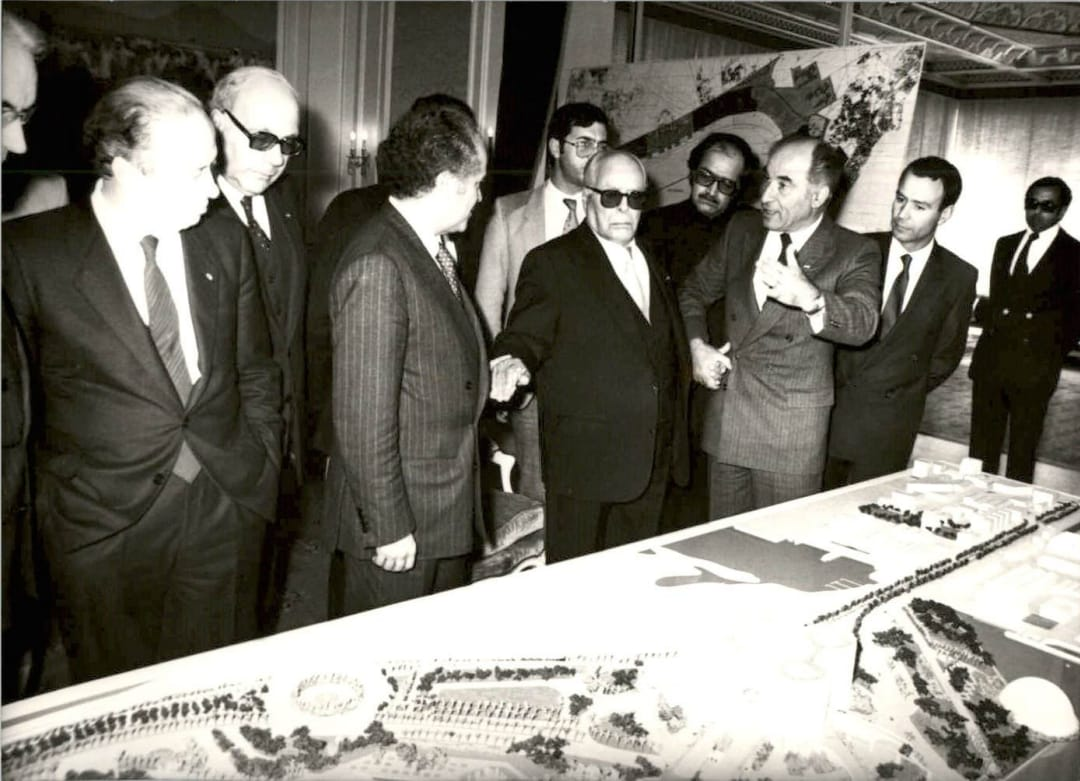
Béji Caïd Essebsi, Habib Bourguiba, Saleh Abdullah Kamel et Moncef Cheikh-Rouhou lors de la présentation des premières maquettes du projet de réaménagement des Berges du Lac en 1983.

À l'issue de l'aménagement du lac de Tunis dans sa partie nord, à partir des années 1980, et de son remblayage progressif (polder), une nouvelle ville commence à naître. La maîtrise d'œuvre de l'aménagement des Berges du Lac nord est accordée à la SPLT.

## Projet
Le programme général d'aménagement prévoit de créer, sur les berges du lac, trois zones urbaines pour une population de 150 000 habitants et un bassin de 140 000 emplois.
Les Berges du Lac est le berceau de la métropolisation et de la mondialisation de l'économie tunisienne. La nouvelle bourgeoisie d'entrepreneurs nationaux apparaît en effet comme un acteur majeur dans la réalisation de la ville projetée.

### Berges nord
Deux premières tranches sont construites dans les années 1990 et forment les Berges nord, appelées « Lac 1 ».
Le lotissement El Khalij est une zone qui s'étend sur 150 hectares située entre le lac et la voie express reliant Tunis à La Marsa (RN9) ; elle fait partie du périmètre municipal de Tunis. Elle totalise un nombre de 820 lots couvrant une superficie de 1 091 089 m2. Ce lotissement voit en quelques années se construire des immeubles de bureaux et de commerces. La plupart des fonds servant à ce développement immobilier provenant d'Arabie saoudite, les investisseurs ont exigé que les établissements publics ne vendent pas d'alcool. Autre particularité de ce nouveau quartier, toutes les rues, qui se croisent souvent à angle droit, portent le nom de lacs répartis à travers le monde.

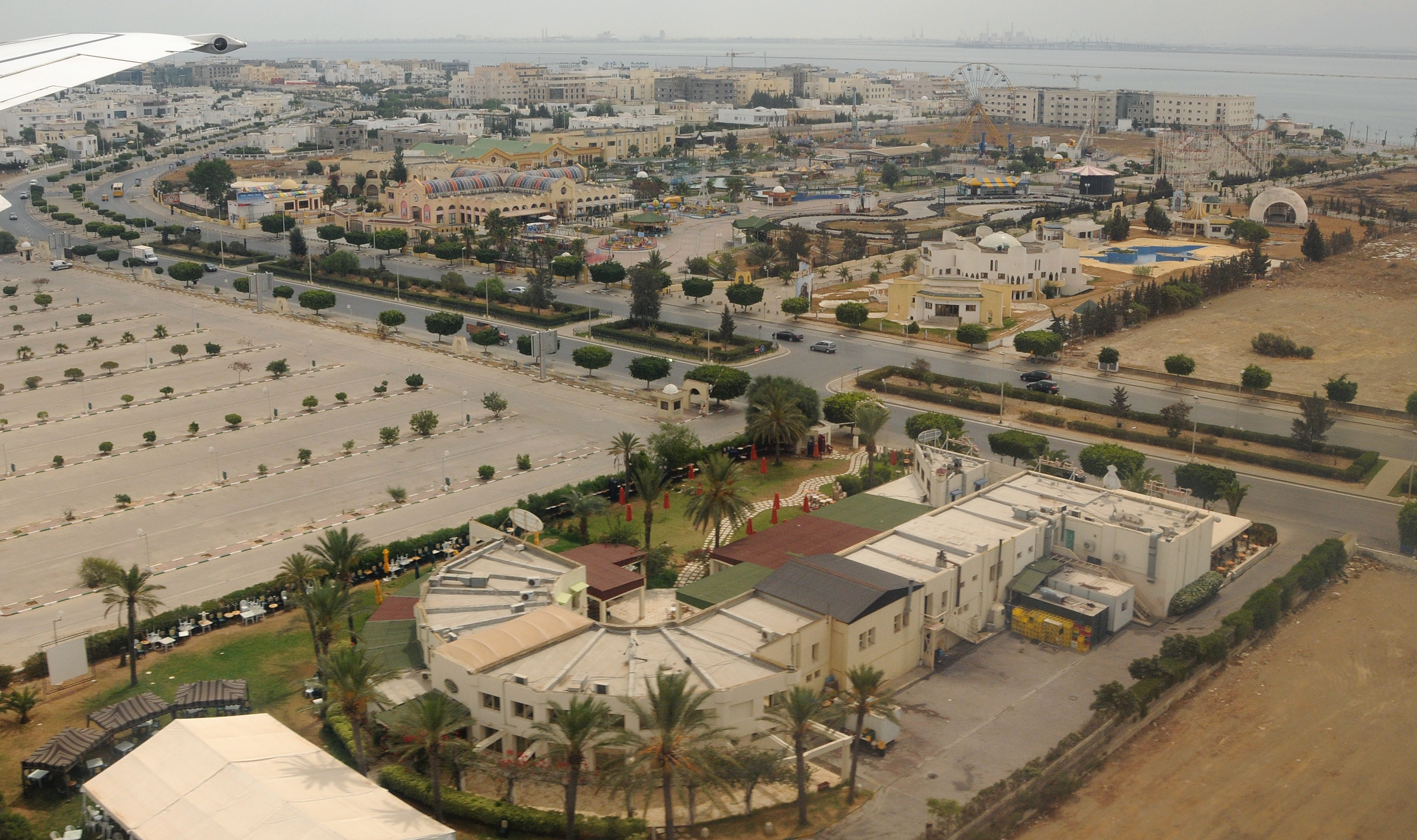
Lotissement Nord Ouest C et parc Dahdah.

De nos jours, la zone accueille les bureaux de nombreuses entreprises tunisiennes ou internationales, des ambassades et des boutiques de luxe. Quelques immeubles d'habitation de haut standing y ont aussi été construits.
Le lotissement Nord Ouest C fait aussi partie du périmètre municipal de Tunis. S'étendant sur 50 hectares, il offre à la capitale un espace d'animation et de loisirs bénéficiant d'une vue sur le lac et d'un aménagement spécifique (corniche, rues et places piétonnes) englobant des activités sportives, culturelles et de restauration.
L'urbanisation des berges nord a atteint, début avril 2010, 82,12 %.

### Berges nord-est
La deuxième tranche, intitulée Berges nord-est ou « Lac 2 », est en cours d'aménagement et d'urbanisation depuis 1998 ; elle est située sur la partie nord-est du lac de Tunis, sur une zone couvrant environ 800 hectares. Plusieurs lotissements ont été prevus dans le plan d'aménagement.

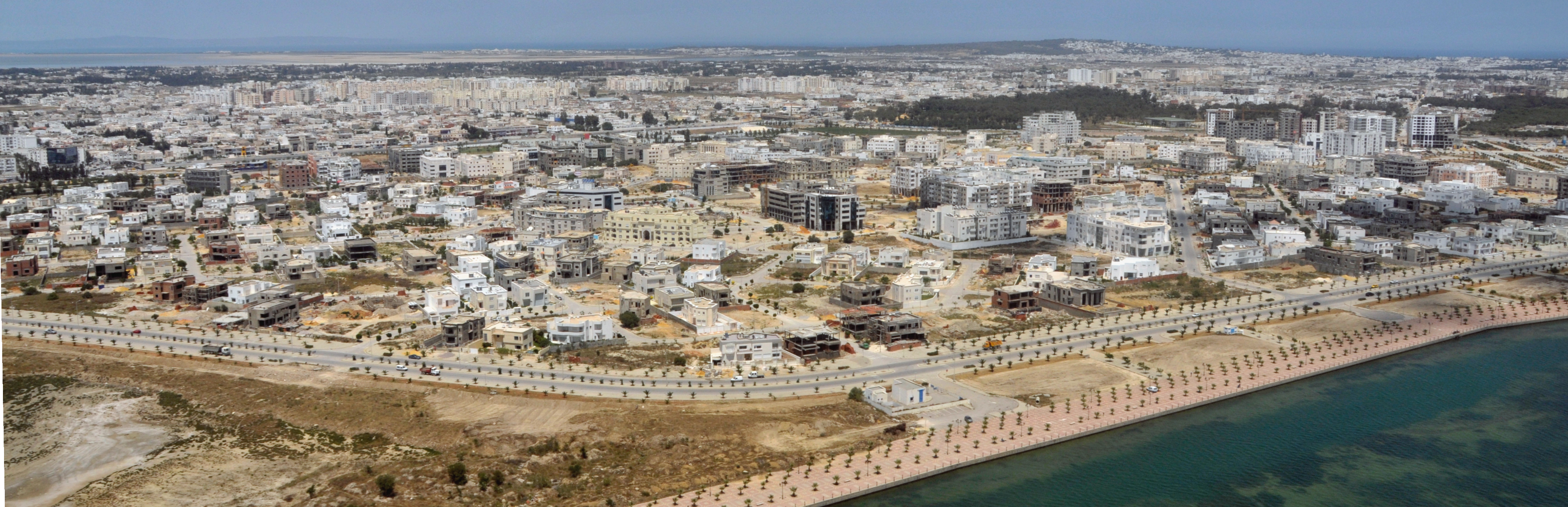
Jardins du lac et Cité des pins.

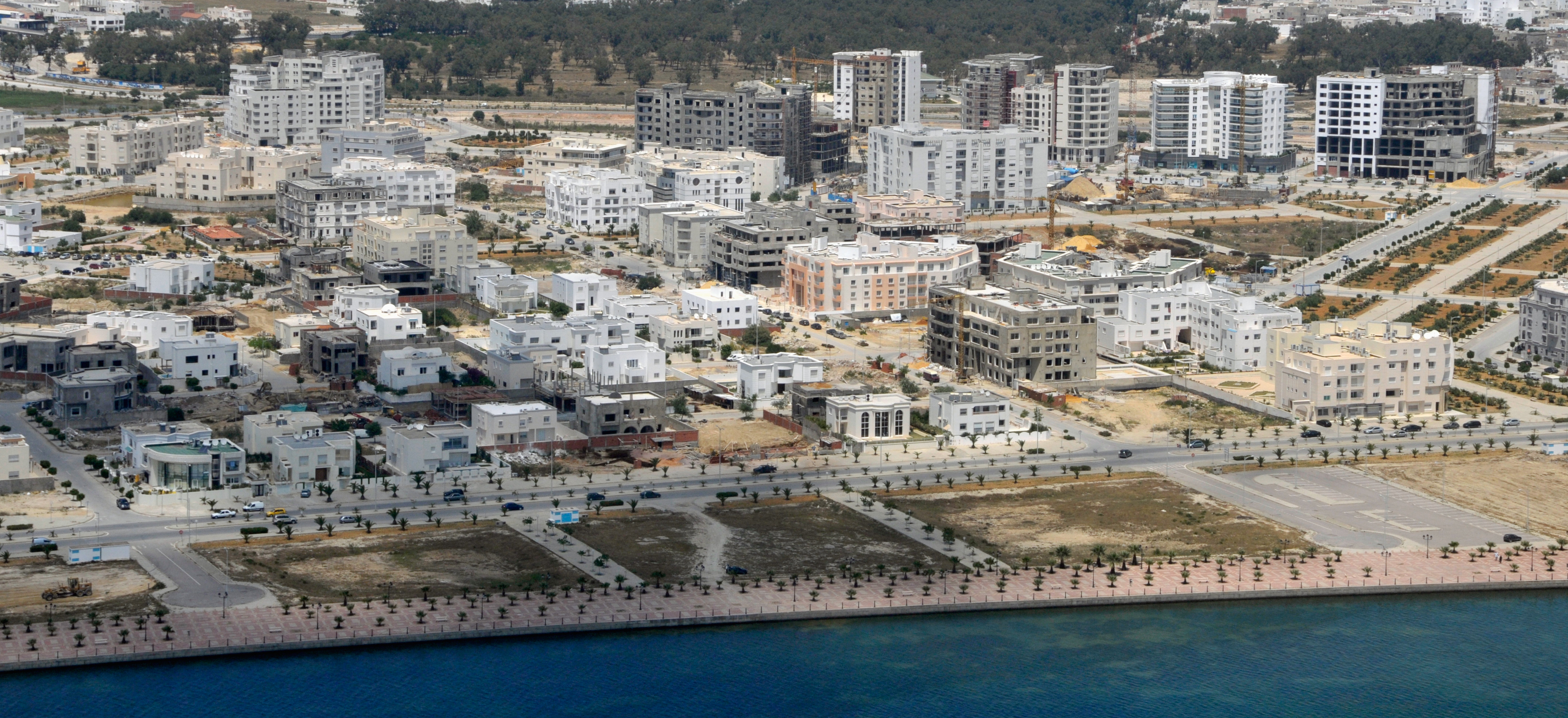
Cité des pins.

Les Jardins du Lac, ensemble en cours d'urbanisation sur une superficie de 108 hectares, sont constitués essentiellement d'habitat individuel. Quant à la Cité des pins, lotissement en cours d'urbanisation sur une superficie de 57 hectares, elle s'apparente à un centre-ville pour les Berges du Lac dans sa partie nord-ouest.
Les parcelles sont constituées d'immeubles poly-fonctionnels (R+6 à R+8). Ceux donnant sur la corniche sont dédiées à l'animation touristique. Tunis Sports City, lotissement en cours d'aménagement sur une superficie de 250 hectares, doit être construit par le groupe émirati Boukhater.
Une première zone de 36 hectares sera consacrée à la formation de jeunes sportifs tunisiens et étrangers ; une deuxième zone de 100 hectares sera réservée exclusivement à l'aménagement d'un terrain de golf de 18 trous et d'un complexe immobilier. Dans la troisième zone, d'une superficie de 120 hectares, un complexe résidentiel de luxe et d'animation touristique sera construit.
Un nouveau centre commercial, le Tunisia Mall, ouvre ses portes le 12 décembre 2015 aux Berges du Lac 2, sur une superficie de près de 6 000 m2 au sol (37 000 m2 couverts). L'événement est marqué par l'arrivée de plusieurs marques et enseignes internationales.

### Berges nord-ouest
La troisième tranche ou « Lac 3 » se situe sur les berges nord-ouest et sud-ouest du lac, directement contiguë au centre-ville actuel. Elle s'étale sur une superficie de 300 hectares. Le plan d'aménagement prévoit une zone avec une dominante d'activités, de bureaux, de services et de logements collectifs. Cette zone fait actuellement l'objet d'une étude stratégique pour son développement.